# 锐裂齿顶叶冷水花
锐裂齿顶叶冷水花（学名：Pilea approximata var. incisoserrata）为荨麻科冷水花属下的一个变种。

## 扩展阅读
- 維基物種上的相關：锐裂齿顶叶冷水花